# Steffen Widmann
Steffen Widmann (ur. 20 września 1975 roku w Weinheim) – niemiecki kierowca wyścigowy.

## Kariera
Widmann rozpoczął karierę w wyścigach samochodowych w 1993 roku od startów w Formule BMW Junior, gdzie jednak nie był klasyfikowany. W późniejszych latach pojawiał się także w stawce Niemieckiej Formuły Opel, Brytyjskiej Formuły 3, Niemieckiej Formuły 3, Grand Prix Makau, Masters of Formula 3, Grand Prix Monako Formuły 3, 100 Meilen von Hockenheim, FIA GT Championship, Euro Open by Nissan oraz V8Star Germany.
W World Series by Nissan Niemiec wystartował w sześciu wyścigach sezonu 1999 z francuską ekipą G Tec. Uzbierane 26 punktów dało mu trzynaste miejsce w końcowej klasyfikacji kierowców.